# Berliner TSC
Der Berliner TSC (offiziell Berliner Turn- und Sportclub e. V.) ist ein Sportverein aus dem Berliner Stadtteil Prenzlauer Berg. Er wurde am 18. Februar 1963 in der DDR aus dem Zusammenschluss der drei DDR-Sportclubs SC Rotation Berlin, SC Einheit Berlin und TSC Oberschöneweide als TSC Berlin gegründet und gliedert sich heute in 22 Abteilungen mit insgesamt 5000 Mitgliedern. Aktueller Präsident des Vereins ist Jörg Mollitor. Aus der Fußballabteilung des Vereins ging 1966 der 1. FC Union Berlin hervor.

## Historische Entwicklung

### 1960er: Gründung und erste Erfolge
Im Jahr 1961 beschloss die Ost-Berliner SED-Bezirksleitung, dass in Ost-Berlin ein neuer Sportclub als „ziviles Gegenstück“ zu den beiden bereits existierenden Sportvereinigungen der Nationalen Volksarmee (Armeesportvereinigung Vorwärts) und der Volkspolizei (Sportvereinigung Dynamo) geschaffen werden sollte.
Zu diesem Zweck wurden die drei bestehenden Vereine SC Rotation Berlin, SC Einheit Berlin und TSC Oberschöneweide am 18. Februar 1963 – nach zweijähriger Vorbereitung – zum TSC Berlin zusammengefasst. Da der Verein am Anfang 21 Sportarten anbot, waren seine Spielstätten über den gesamten Ost-Berliner Raum verteilt. In Weißensee fanden Radsport und Tennis statt, in Pankow Handball, die Eishockeyabteilung (Werner-Seelenbinder-Halle) sowie die Leichtathleten (Friedrich-Ludwig-Jahn-Sportpark) trainierten in Prenzlauer Berg und die Fußballer spielten im Stadion An der Alten Försterei in Köpenick.
Schnell folgten erste Erfolge der einzelnen Sportler in ihren jeweiligen Disziplinen. So gewannen z. B. die beiden Ruderer Jörg Lucke und Heinz-Jürgen Bothe im Ruderwettbewerb der Olympischen Sommerspiele 1968 die Goldmedaille oder wurde der Radrennfahrer Jürgen Geschke mehrfacher Weltmeister und olympischer Medaillengewinner.
Aufgrund einer Strukturänderung wurden aber bis zum Ende der 1960er Jahre einige Sportarten wieder ausgegliedert. Zunächst verließ die Fußballabteilung 1966 den Verein und gründete den Fußballclub 1. FC Union Berlin, 1968 folgten die Sportarten Schach, Tennis, Tischtennis (zur BSG Außenhandel Berlin), Basketball, Wasserball und Eishockey. Schließlich wurden 1969 auch die Wassersportarten Rudern, Segeln und Kanu an den neu gegründeten SC Berlin-Grünau abgegeben.

### 1970er und 1980er: Feste Heimat und viele Medaillen
Im Jahr 1973 bekam der TSC einen neuen Trainingskomplex nördlich der Werner-Seelenbinder-Halle (heutiger Standort des Velodroms) an der Landsberger Allee übergeben und hatte damit endlich einen festen Sitz. Trotz der Verschlankung des sportlichen Angebots Ende der 60er Jahre konnte der Verein weiterhin viele Erfolge vorweisen. So konnten zum Beispiel im Radsport oder beim Schwimmen viele Medaillengewinner ausgebildet werden.
Aufgrund des Boykotts der Olympischen Sommerspiele 1984 durch die Ostblockstaaten blieben den TSC-Athleten die großen internationalen Erfolge in den 1980ern zunächst versagt. Erst vier Jahre später in Seoul konnten einige Sportler des Vereins wieder zu Olympiamedaillen kommen. So etwa der Kugelstoßer Ulf Timmermann, der außerdem auch mehrmals Weltmeister und Weltrekordler wurde.
Gegen Ende des Jahrzehnts erregten auch einige spätere Radprofis wie Jens Voigt oder Erik Zabel erste Aufmerksamkeit beim TSC Berlin.

### 1990er: Neugründung
Am 9. Juli 1991 wurde aus dem TSC Berlin der Berliner TSC. Der Name musste aufgrund rechtlicher Gründe gewechselt werden, da der im Westteil der Stadt angesiedelte TSC Berlin 1893 ältere Ansprüche auf die Bezeichnung besaß.

## Sportarten
Diese Übersicht erhebt nicht den Anspruch auf Vollständigkeit, sondern soll – sofern vorhanden – detailliertere Informationen der jeweiligen Sparte des Vereins bieten.

### Boxen
Die Boxer des TSC konnten mehrere DDR-Meisterschaften in den jeweiligen Gewichtsklassen gewinnen:
- 3 × Schwergewicht (Bernd Anders 1967 und 1968 sowie Knut Anders 1973)
- 1 × Halbschwergewicht (Herbert Bauch 1978)
- 4 × Mittelgewicht (Bernd Anders 1963 und 1964, Herbert Bauch 1977 sowie Eike Walther 1984)
- 3 × Leichtgewicht (Dieter Dunkel 1967–1969)
- 1 × Federgewicht (Mario Behrendt 1980)
- 4 × Bantamgewicht (Reinhard Schulz 1969 und 1970, Jochen Rocke 1975 sowie Mario Behrendt 1979)

Besonders renommiert ist das TSC-Box-Turnier, welches 1969 das erste Mal ausgetragen wurde.

### Eishockey (1963–1970)
Die Eishockeyabteilung war bis zu ihrer Auflösung fester Bestandteil der DDR-Oberliga, spielte dort aber nur eine untergeordnete Rolle. Lediglich in ihrer letzten Spielzeit 1969/1970 konnte die Eishockeymannschaft die Vizemeisterschaft erringen. Danach wurde die Oberliga jedoch auf die beiden Teams vom SC Dynamo Berlin und der SG Dynamo Weißwasser reduziert und alle anderen Oberligamannschaften zwangsaufgelöst, was auch für die Eishockeysportler des TSC Berlin das Ende bedeutete. Einige der Spieler schlossen sich daraufhin der BSG Monsator Berlin an, die in der DDR-Bestenermittlung (der DDR-Amateurmeisterschaft) antrat.

### Eisschnelllauf

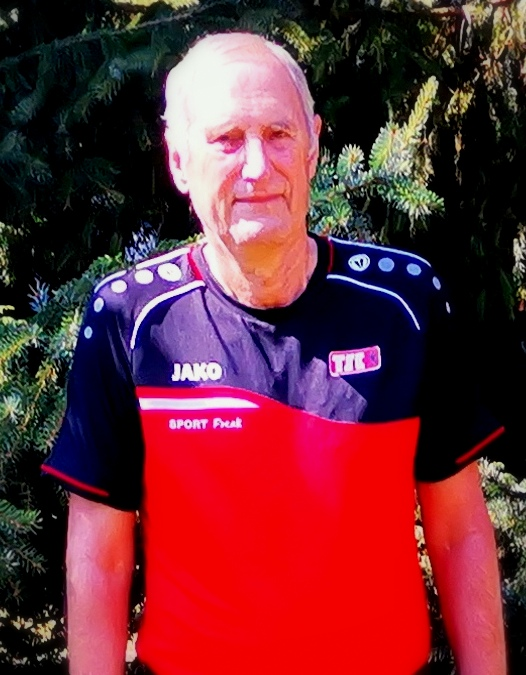
Merchandising T-Shirt des Berliner TSC (Jürgen S. Leiter der Sektion bzw. Abteilung von 1983 bis 1993)

Die Eisschnelllaufabteilung ist eine der erfolgreichsten des Berliner TSC. Mehrere Sportler der Abteilung errangen bei Olympischen Spielen, Welt- und Europameisterschaften sowie Juniorenweltmeisterschaften Medaillen:
Olympische Winterspiele
- 1984 Sarajevo – René Schöfisch  5000 und 10.000 m
- 1992 Albertville – Jacqueline Börner  1500 m
- 1992 Albertville – Monique Garbrecht  1000 m
- 2002 Salt Lake City – Monique Garbrecht  500 m
- 2006 Turin – Lucille Opitz  Team Pursuit

Einzelstreckenweltmeisterschaften
- Salt Lake City 2007 – Lucille Opitz  Team Pursuit
- Nagano 2008 – Lucille Opitz  Team Pursuit

Mehrkampfweltmeisterschaften
- 1984 Göteborg – Andreas Ehrig  Allround-Mehrkampf
- 1990 Calgary – Jacqueline Börner  Allround-Mehrkampf
- 1994 Butte – Ulrike Adeberg  Allround-Mehrkampf

Sprintweltmeisterschaften
- 1991 Hamar – Monique Garbrecht  Sprint-Mehrkampf
- 1999 Hamar – Monique Garbrecht  Sprint-Mehrkampf
- 2000 Milwaukee – Monique Garbrecht  Sprint-Mehrkampf
- 2001 Budapest – Monique Garbrecht-Enfeldt  Sprint-Mehrkampf
- 2003 Calgary – Monique Garbrecht-Enfeldt  Sprint-Mehrkampf

Mehrkampfeuropameisterschaften
- 1987 Trondheim – Jacqueline Börner  Allround-Mehrkampf
- 1989 Göteborg – Jacqueline Börner  Allround-Mehrkampf
- 1990 Heerenveen – Jacqueline Börner  Allround-Mehrkampf

Sportler des Vereins waren auch bei den Juniorenweltmeisterschaften im Eisschnelllauf erfolgreich.

### Fußball

#### 1963–1966
Die Fußballabteilung- wurde vom TSC Oberschöneweide übernommen, deren erste Mannschaft zuvor in die DDR-Liga aufgestiegen war. In der zweithöchsten Spielklasse platzierte sich der TSC Berlin stets im Vorderfeld, bevor in der Saison 1965/1966 der Aufstieg in die Oberliga gelang. Allerdings wurde die gesamte Fußballsektion während der laufenden Spielzeit aus dem Sportclub ausgegliedert und zum eigenständigen Fußballclub 1. FC Union Berlin umgewandelt.

#### Heute
Seit einigen Jahren besteht wieder eine eigene Sektion Fußball im Verein. In den Anfängen wurden hierbei ausschließlich Mannschaften im Frauen- und Mädchenspielbetrieb gemeldet. Erst seit dem geschlossenen Wechsel der Sektion Fußball des SV Berliner Brauereien in den BTSC zum 1. Juli 2016 befinden sich auch wieder Männer- und Jungenmannschaften im Verein. In der Spielzeit 2022/23 schaffte die Mannschaft den Aufstieg in die achtklassige Bezirksliga Berlin.

### Gewichtheben
Die erste Mannschaft der Abteilung Gewichtheben hob zwischen 1990 und 2020 in der 1. Bundesliga. 1991 und 1994 konnte sie die deutsche Mannschaftsmeisterschaft gewinnen, 1992, 2009, 2011 und 2017 die Vizemeisterschaft sowie 1993 und 2014 den dritten Platz.

### Handball
In den 1970ern war die Handballabteilung eines der Aushängeschilder des Vereins. Besonders hervorzuheben waren in dieser Zeit die Handballerinnen, welche dreimal hintereinander einen Europapokal gewinnen konnten. 1977 und 1979 gewann man jeweils den Europapokal der Pokalsieger, 1978 den Europapokal der Landesmeister. Weiterhin wurden die Damen des TSC viermal DDR-Meister. Mit sechs Erfolgen im FDGB-Pokal und einem im DHV-Pokal war der TSC Berlin Rekordpokalsieger der DDR. Viele Spielerinnen wurden für die ebenfalls sehr erfolgreiche Nationalmannschaft (u. a. Weltmeister 1971, 1975 und 1978 sowie Silber bzw. Bronze bei den Olympischen Sommerspielen 1976 bzw. 1980) abgestellt. Am Saisonende 2016/17 zog der Berliner TSC seine Damenmannschaft aus der 3. Liga zurück. Anschließend trat die Mannschaft in der Oberliga Ostsee-Spree an. Im Jahr 2021 gewann der Berliner TSC das Relegationsspiel gegen die HSG Neukölln mit 19:18 und kehrte in die 3. Liga zurück. 2022 konnte die B-Jugend die Deutsche Meisterschaft erringen. 2023 stieg die Damenmannschaft in die Oberliga ab. Ein Jahr später gelang dem Berliner TSC der sofortige Wiederaufstieg.

### Leichtathletik
Seit der Gründung des TSC Berlin gehörte die Abteilung Leichtathletik zu den erfolgreichsten Leichtathletiksektionen in der ehemaligen DDR. Die Entwicklung begann bereits nach Beendigung des Zweiten Weltkrieges im Jahre 1946. Die Leichtathleten des TSC Berlin haben die sportliche Entwicklung ihrer Vorgänger aus Nordost Berlin, der BSG Einheit Nordost und dem Sportclub Einheit Berlin fortgeführt. Die zahlreich aufgestellten Rekorde sowie die errungenen Erfolge bei nationalen und internationalen Meisterschaften sind Beweis dafür.
Weltrekorde
- 1972 Karl-Heinz Stadtmüller 30.000 m Gehen 2:14:45,6 h
- 1974 Reinhard Theimer Hammerwurf 76,60 m
- 1984 Irina Meszynski Diskuswurf 73,38 m
- 1988 Ulf Timmermann Kugelstoßen 23,06 m
- 1990 Beate Anders 5000 m Gehen 20:07,32 min

Olympische Sommerspiele und internationale Meisterschaften
- 1971 Reinhard Theimer  Europameisterschaften Hammerwurf
- 1971 Gerhard Sperling  Europameisterschaften 20 km Gehen
- 1978 Roland Steuk  Europameisterschaften Hammerwurf
- 1978 Christiane Marquardt  Europameisterschaften 4 × 400 m Staffel
- 1980 Frank Paschek  Olympische Sommerspiele in Moskau (UdSSR) Weitsprung
- 1981 Martina Steuk  World Cup 4 × 400 m Staffel
- 1981 Rainer Pottel  European Cup Zehnkampf
- 1983 Detlef Michel  Weltmeisterschaften Speerwurf
- 1985 Michael Heilmann  European Cup Marathonlauf
- 1988 Ulf Timmermann  Olympische Sommerspiele in Seoul (Südkorea) Kugelstoßen
- 1989 Beate Anders  World Cup 10 km Gehen
- 1993 Karsten Just  Weltmeisterschaften 4 × 400 m Staffel

Die Gründung des Berliner TSC e. V. war zugleich Wiederbeginn und Fortsetzung der erfolgreichen Arbeit früherer Jahre. Der Schwerpunkt der Leichtathleten liegt gegenwärtig im Nachwuchsbereich. Von 1997 bis 2009 starteten sie zusammen mit dem SC Tegeler Forst für die LG Nord Berlin, welche 2001 mit dem Grünen Band für vorbildliche Talentförderung im Verein ausgezeichnet wurde.

### Rudern (1963–1969)
Bevor die Wassersportarten (darunter auch Rudern) an den SC Berlin-Grünau abgegeben wurden, brachten die Ruderer dem TSC eine Vielzahl an Titeln. So wurden u. a. folgende DDR-Meistertitel errungen:
- 1 × Herren Einer (1968)
- 6 × Herren Doppelzweier (1963 bis 1966, 1968 und 1969)
- 3 × Herren Zweier ohne Steuermann (1963, 1965 und 1968)
- 1 × Herren Zweier mit Steuermann (1968)
- 1 × Herren Vierer ohne Steuermann (1964 als Renngemeinschaft mit dem SC Dynamo Berlin)
- 4 × Herren Achter (1963 und 1964 jew. als Renngemeinschaft mit dem SC Dynamo Berlin, 1966 als Renngemeinschaft mit dem SC Einheit Dresden sowie 1967 allein)
- 2 × Damen Doppelvierer mit Steuerfrau (1963 und 1965 jew. als Renngemeinschaft mit dem SC DHfK Leipzig bzw. SC Einheit Dresden)
- 2 × Damen Vierer mit Steuerfrau (1963 allein und 1966 als Renngemeinschaft mit dem SC DHfK Leipzig)
- 3 × Damen Achter (1963 als Renngemeinschaft mit dem SC DHfK Leipzig sowie 1965 und 1966 jew. als Renngemeinschaft mit dem SC Dynamo Berlin)[14]

Darüber hinaus konnten die beiden Ruderer Jörg Lucke und Heinz-Jürgen Bothe im Ruderwettbewerb der Olympischen Sommerspiele 1968 die Goldmedaille im Zweier ohne Steuermann sowie bei den Olympischen Sommerspielen 1972 Jörg Lucke mit Wolfgang Gunkel und Klaus-Dieter Neubert (SC Berlin-Grünau) die Goldmedaille im Zweier mit Steuermann gewinnen.

### Synchroneiskunstlauf
Die Abteilung Synchroneiskunstlauf ist Schirmherrin des Teams Team Berlin 1. Seit 1995 ist die Mannschaft „Team Berlin 1“ des Berliner TSC ungeschlagener Deutscher Meister und belegte bei der WM 2015 in Kanada den 10. Platz.

### Tischtennis (1963–1968)
Im TSC Berlin wurden die erfolgreichen Mannschaften des TSC Oberschöneweide (u. a. mit dem mehrmaligen DDR-Meister Lothar Pleuse) sowie SC Einheit (u. a. mit der mehrmaligen DDR-Meisterin Christa Bannach) vereint. In der Folge wurden bis zum Abgang der Tischtennisabteilung zur BSG Außenhandel Berlin weitere DDR-Meisterschaften gewonnen:
- 1 × Herren-Einzel (Lothar Pleuse 1965)
- 2 × Herren-Doppel (Lothar Pleuse 1963 und 1965 mit Siegfried Lemke vom SC Lokomotive Leipzig bzw. Wolfgang Stein vom SC Motor Jena)
- 5 × Damen-Einzel (Doris Kalweit 1963 und 1966 sowie Gabriele Geißler 1964, 1965, 1967)
- 2 × Damen-Doppel (Doris Hovestädt und Gabriele Geißler 1966, 1967)
- 4 × Damenmannschaft (1964–1967)

### Volleyball
Die Volleyballabteilung des TSC gehörte zu DDR-Zeiten zur nationalen Spitzengruppe. Die Frauenmannschaft war in den 1970er und 1980er Jahren die dritte Kraft hinter dem SC Dynamo Berlin und dem SC Traktor Schwerin, konnte allerdings nie eine DDR-Meisterschaft gewinnen. In den Jahren 1989 und 1990 wurde die Mannschaft Vizemeister. Außerdem erreichte der TSC elfmal den dritten Platz.
Die Männermannschaft hatte ihre erste erfolgreiche Phase Ende der 1960er und Anfang der 1970er, als man sechsmal den dritten Platz belegte. Die zweite Erfolgsphase begann in den 1980ern und bescherte dem TSC zwei DDR-Meisterschaften 1984 und 1986 sowie drei Vizemeisterschaften (1982, 1985, 1987) und einem weiteren dritten Rang (1983).
Die Volleyballmänner des Berliner TSC spielten von 2006 bis 2009 in der Zweiten Bundesliga, zogen sich dann aber aus finanziellen Gründen in die Regionalliga zurück. Nach zehn Jahren in der Berlin-Liga (2010 bis 2020) spielen die Männer heute wieder in der Regionalliga. Darüber hinaus ist der Berliner TSC einer der führenden Vereine in der Volleyball-Jugendarbeit und errang hier in den vergangenen Jahren zahlreiche Deutsche Meistertitel.